# Vuolusluoppal
Vuolusluoppal är en sjö i Kiruna kommun i Lappland och ingår i Torneälvens huvudavrinningsområde. Sjön har en area på 0,317 kvadratkilometer och ligger 343,1 meter över havet. Vuolusluoppal ligger i Torneträsk-Soppero fjällurskog Natura 2000-område. Sjön avvattnas av vattendraget Vuolusjåkka (Räskajåkka).

## Delavrinningsområde
Vuolusluoppal ingår i det delavrinningsområde (755721-169127) som SMHI kallar för Inloppet i Alanen Vuolusjärvi. Medelhöjden är 407 meter över havet och ytan är 9,15 kvadratkilometer. Räknas de 4 avrinningsområdena uppströms in blir den ackumulerade arean 128,75 kvadratkilometer. Vuolusjåkka (Räskajåkka) som avvattnar avrinningsområdet har biflödesordning 2, vilket innebär att vattnet flödar genom totalt 2 vattendrag innan det når havet efter 394 kilometer. Avrinningsområdet består mestadels av skog (95 procent). Avrinningsområdet har 0,35 kvadratkilometer vattenytor vilket ger det en sjöprocent på 3,9 procent.